# Господи, благослови Америку
«Господи, благослови Америку» (англ. God Bless America) — американська патріотична пісня, яку у 1918 році написав Ірвінг Берлін, під час своєї служби у армії США. У 1938 році Ірвінгом була створена нова версія пісні, текст якої і донині захищено авторським правом. Найбільш відомою виконавицею пізнішої версії пісні є Кейт Сміт.

## Оригінальний текст (версія 1918)
| While the storm clouds gather far across the sea, Let us swear allegiance to a land that's free, Let us all be grateful for a land so fair, As we raise our voices in a solemn prayer. God bless America, Land that I love, Stand beside her, and guide her Through the night with a light from above. From the mountains, to the prairies, To the oceans, white with foam God bless America, My home sweet home God bless America, My home sweet home. |